# Liste des conseillers régionaux de la Martinique
Les conseillers régionaux de la Martinique sont des conseillers qui sont élus dans le cadre des élections régionales pour siéger au Conseil régional de la Martinique. Leur nombre et le mode scrutin est fixé par le code électoral, la Martinique compte 41 conseillers régionaux. À partir de la mise en place en 2015 de la collectivité territoriale unique remplaçant conseil régional et général, une Assemblée de Martinique de 51 membres est élue.

## Mandature 2010-2015
La Martinique compte 41 conseillers régionaux qui composent l'assemblée du Conseil régional de la Martinique, issue des élections des 14 et 21 mars 2010.
Composition par ordre décroissant du nombre d'élus :
- Groupe Ensemble pour une Martinique nouvelle : 26 élus
- Groupe Patriotes et sympathisants : 12 élus
- Groupe Rassembler la Martinique : 3 élus

| Identité                 | Étiquette | Groupe                                | Autres mandats/fonctions |
| ------------------------ | --------- | ------------------------------------- | ------------------------ |
| Maurice Antiste          |           | Ensemble pour une Martinique nouvelle |                          |
| Sylvain Bolinois         |           | Patriotes et sympathisants            |                          |
| Louis Boutrin            |           | Patriotes et sympathisants            |                          |
| Francine Carius          |           | Patriotes et sympathisants            |                          |
| Francis Carole           |           | Patriotes et sympathisants            |                          |
| Marie-Thérèse Casimirius |           | Ensemble pour une Martinique nouvelle |                          |
| Camille Chauvet          |           | Ensemble pour une Martinique nouvelle |                          |
| Daniel Chomet            |           | Ensemble pour une Martinique nouvelle |                          |
| Luc-Louison Clémenté     |           | Ensemble pour une Martinique nouvelle |                          |
| Catherine Conconne       |           | Ensemble pour une Martinique nouvelle |                          |
| Jean Crusol              |           | Ensemble pour une Martinique nouvelle |                          |
| Aurélie Dalmat           |           | Patriotes et sympathisants            |                          |
| Jenny Dulys-Petit        |           | Ensemble pour une Martinique nouvelle |                          |
| Vincent Duville          |           | Patriotes et sympathisants            |                          |
| Thierry Fondelot         |           | Ensemble pour une Martinique nouvelle |                          |
| Yvette Galot             |           | Ensemble pour une Martinique nouvelle |                          |
| Karine Galy              |           | Ensemble pour une Martinique nouvelle |                          |
| Claudine Jean-Théodore   |           | Patriotes et sympathisants            |                          |
| Didier Laguerre          |           | Ensemble pour une Martinique nouvelle |                          |
| Elisabeth Landi          |           | Ensemble pour une Martinique nouvelle |                          |
| Marlène Lanoix           |           | Ensemble pour une Martinique nouvelle |                          |
| Miguel Laventure         |           | Rassembler la Martinique              |                          |
| Marie-Hélène Léotin      |           | Patriotes et sympathisants            |                          |
| Marie-Line Lesdéma       |           | Patriotes et sympathisants            |                          |
| André Lesueur            |           | Rassembler la Martinique              |                          |
| Serge Letchimy           |           | Ensemble pour une Martinique nouvelle |                          |
| Fred Lordinot            |           | Ensemble pour une Martinique nouvelle |                          |
| Christiane Mage          |           | Ensemble pour une Martinique nouvelle |                          |
| Chantal Maignan          |           | Rassembler la Martinique              |                          |
| Daniel Marie-Sainte      |           | Patriotes et sympathisants            |                          |
| José Maurice             |           | Ensemble pour une Martinique nouvelle |                          |
| Manuela Mondésir         |           | Ensemble pour une Martinique nouvelle |                          |
| Simon Morin              |           | Ensemble pour une Martinique nouvelle |                          |
| Jean-Philippe Nilor      |           | Patriotes et sympathisants            |                          |
| Justin Pamphile          |           | Ensemble pour une Martinique nouvelle |                          |
| Jocelyne Pinville        |           | Ensemble pour une Martinique nouvelle |                          |
| Daniel Robin             |           | Ensemble pour une Martinique nouvelle |                          |
| Karine Roy-Camille       |           | Ensemble pour une Martinique nouvelle |                          |
| Sandrine Saint-Aimé      |           | Patriotes et sympathisants            |                          |
| Patricia Telle           |           | Ensemble pour une Martinique nouvelle |                          |
| Marie-France Thodiard    |           | Ensemble pour une Martinique nouvelle |                          |

## Mandature 2004-2010
Les 41 conseillers régionaux de la Martinique élus lors des élections des 21 et 28 mars 2004.
Composition par ordre décroissant du nombre d'élus :
- Groupe des Patriotes : 28 élus
- Groupe Convergences martiniquaises - Union de la gauche : 9 élus
- Groupe Forces martiniquaises de progrès : 4 élus

| Identité | Étiquette | Groupe | Autres mandats/fonctions |
| -------- | --------- | ------ | ------------------------ |
|          |           |        |                          |
|          |           |        |                          |
|          |           |        |                          |
|          |           |        |                          |
|          |           |        |                          |
|          |           |        |                          |
|          |           |        |                          |
|          |           |        |                          |
|          |           |        |                          |
|          |           |        |                          |
|          |           |        |                          |
|          |           |        |                          |
|          |           |        |                          |
|          |           |        |                          |
|          |           |        |                          |
|          |           |        |                          |
|          |           |        |                          |
|          |           |        |                          |
|          |           |        |                          |
|          |           |        |                          |
|          |           |        |                          |
|          |           |        |                          |
|          |           |        |                          |
|          |           |        |                          |
|          |           |        |                          |
|          |           |        |                          |
|          |           |        |                          |
|          |           |        |                          |
|          |           |        |                          |
|          |           |        |                          |
|          |           |        |                          |
|          |           |        |                          |
|          |           |        |                          |
|          |           |        |                          |
|          |           |        |                          |
|          |           |        |                          |
|          |           |        |                          |
|          |           |        |                          |
|          |           |        |                          |
|          |           |        |                          |
|          |           |        |                          |

## Mandature 1998-2004
Les 41 conseillers régionaux de la Martinique élus lors des élections du 15 mars 1998.
Composition par ordre décroissant du nombre d'élus :
- Groupe de L'Union : 14 élus
- Groupe des Patriotes : 13 élus
- Groupe Rassemblement PPM & Démocrates : 7 élus
- Groupe Bâtir le pays Martinique : 4 élus
- Groupe Socialiste Fédération de la Martinique : 3 élus

| Identité            | Étiquette | Groupe                                 | Autres mandats/fonctions |
| ------------------- | --------- | -------------------------------------- | ------------------------ |
|                     |           |                                        |                          |
|                     |           |                                        |                          |
|                     |           |                                        |                          |
|                     |           |                                        |                          |
|                     |           |                                        |                          |
|                     |           |                                        |                          |
|                     |           |                                        |                          |
|                     |           |                                        |                          |
|                     |           |                                        |                          |
|                     |           |                                        |                          |
|                     |           |                                        |                          |
|                     |           |                                        |                          |
|                     |           |                                        |                          |
|                     |           |                                        |                          |
|                     |           |                                        |                          |
|                     |           |                                        |                          |
|                     |           |                                        |                          |
|                     |           |                                        |                          |
|                     |           |                                        |                          |
|                     |           |                                        |                          |
|                     |           |                                        |                          |
|                     |           |                                        |                          |
|                     |           |                                        |                          |
|                     |           |                                        |                          |
|                     |           |                                        |                          |
|                     |           |                                        |                          |
|                     |           |                                        |                          |
|                     |           |                                        |                          |
|                     |           |                                        |                          |
|                     |           |                                        |                          |
|                     |           |                                        |                          |
|                     |           |                                        |                          |
|                     |           |                                        |                          |
|                     |           |                                        |                          |
| Lucien Cilla        |           | Bâtir le pays Martinique               |                          |
| Frantz Lebon        |           | Bâtir le pays Martinique               |                          |
| Louis Boutrin       |           | Bâtir le pays Martinique               |                          |
| Marie-Thérèse Aline |           | Bâtir le pays Martinique               |                          |
| Jean Crusol         |           | Socialiste Fédération de la Martinique |                          |
| Raymond Occolier    |           | Socialiste Fédération de la Martinique |                          |
| Siméon Salpétrier   |           | Socialiste Fédération de la Martinique |                          |